# Puccinia physospermi
Puccinia physospermi är en svampart som beskrevs av Pass. 1877. Puccinia physospermi ingår i släktet Puccinia och familjen Pucciniaceae.   Inga underarter finns listade i Catalogue of Life.